# Ан Бакстър
Ан Бакстър (на английски: Anne Baxter) е американска актриса.

## Биография
Родена е на 7 май 1923 г. в Мичиган Сити, Индиана. Майка ѝ Катрин Дороти (родена Райт; 1894 – 1979), чийто баща е архитектът Франк Лойд Райт, и Кенет Стюарт Бакстър (1893 – 1977), изпълнителен директор на компанията Сийграм (Seagram). Когато Ан Бакстър е на пет години се появи в училищна пиеса и тъй като семейството ѝ се мести в Ню Йорк, когато тя е на шест години, Бакстър продължава и там да играе. Тя е отгледана в окръг Уестчестър, Ню Йорк и е посещавала Бърли. На 10-годишна възраст посещава постановка на Бродуей с участието на Хелън Хейс и е толкова впечатлена, че заявява на семейството си, че иска да стане актриса. На 13-годишна възраст се появява на Бродуей в (Seen but Not Heard). През този период Бакстър се учи на актьорско майсторство като ученичка на актрисата и учителка Мария Успенская. През 1939 г. тя е избрана да партнира като малка сестра на Катрин Хепбърн в пиесата „Филаделфийска история“, но Хепбърн не харесва актьорския стил на Бакстър и тя е заменена преди премиерата на Бродуей. Вместо да се откаже, тя се обръща към Холивуд.

### Кариера
Прави дебюта си в киното в (20 Mule Team, 1940). Тя сключва договор с Туентиът Сенчъри Фокс и е дадена под наем на РКО Пикчърс за роля в „Великолепните Амбърсън“ (1942) на Орсън Уелс, един от по-ранните ѝ филми. През 1947 г. тя печели наградата на Оскар за най-добра поддържаща актриса за ролята си на Софи Макдоналд в „По острието на бръснача“ (The Razor's Edge, 1946). През 1951 г. получава номинация за Оскар за най-добра актриса за главната роля във „Всичко за Ева“ (All About Eve, 1950). Работила е с няколко от най-големите режисьори в Холивуд, включително Били Уайлдър в „Пет гроба до Кайро“ (1943), Алфред Хичкок в „Аз изповядвам“ (1953), Фриц Ланг в „Синята гардения“ (1953) и Сесил Демил в „Десетте Божи заповеди“ (1956).

### Смърт
Бакстър получава инсулт на 4 декември 1985 г., докато извиква такси на Медисън авеню в Ню Йорк. Бакстър е на животоподдържане в продължение на осем дни в болница Ленъкс Хил в Ню Йорк, когато членовете на семейството се съгласят, че мозъчната функция е спряла. Умира на 12 декември 1985 г. на 62 години. Бакстър е погребана в имението на Франк Лойд Райт в гробището на Лойд Джоунс в Спринг Грийн, Уисконсин.

## Избрана филмография
| Година | Филм                   | Оригинално заглавие       | Роля                | Режисьор         |
| ------ | ---------------------- | ------------------------- | ------------------- | ---------------- |
| 1942   | Великолепните Амбърсън | The Magnificent Ambersons | Люси Морган         | Орсън Уелс       |
| 1948   | Жълто небе             | Yellow Sky                | (Майк) Констанс Мей | Уилям Уелман     |
| 1950   | Всичко за Ева          | All about Eve             | Ева Харингтън       | Джоузеф Манкевич |
| 1953   | Аз изповядвам          | I Confess                 | Рут Грандфорт       | Алфред Хичкок    |
| 1956   | Десетте Божи заповеди  | The Ten Commandments      | Нефертари           | Сесил Демил      |